# Нижньосікіязово
Нижньосікія́зово (рос. Нижнесикиязово, башк. Түбәнге Һикеяҙ) — село у складі Балтачевського району Башкортостану, Росія. Адміністративний центр Нижньосікіязовської сільської ради.
Населення — 459 осіб (2010; 551 у 2002).
Національний склад:
- башкири — 91 %